# Rue de l'Abreuvoir
Rue de l'Abreuvoir är en gata i Quartier des Grandes-Carrières i Paris artonde arrondissement. Gatan är uppkallad efter en stor vattenho (franska: abreuvoir), som tidigare var belägen i närheten. Rue de l'Abreuvoir börjar vid Rue des Saules 9 och slutar vid Place Dalida.

## Omgivningar
- Sacré-Cœur
- Saint-Pierre de Montmartre
- Château des Brouillards
- Cimetière Saint-Vincent
- La Maison Rose
- Square Suzanne-Buisson
- Square Joël-Le Tac
- Place Dalida

## Bilder
| - Gatuskylt. - Sacré-Cœur. - Saint-Pierre de Montmartre. - Place Dalida. - La Maison Rose. |

## Kommunikationer
- Tunnelbana – linje  – Lamarck – Caulaincourt
- Busshållplats Abreuvoir – Girardon – Paris bussnät
- Busshållplats Les Vignes – Paris bussnät

### Webbkällor
- ”Rue de l'Abreuvoir”. Mairie de Paris. https://web.archive.org/web/20150514020553/http://www.v2asp.paris.fr/commun/v2asp/v2/nomenclature_voies/Voieactu/0038.nom.htm. Läst 25 augusti 2023.
- ”Rue de l'Abreuvoir”. Les rues de Paris. https://web.archive.org/web/20190920180543/http://www.parisrues.com/rues18/paris-18-rue-de-l-abreuvoir.html. Läst 26 augusti 2023.